# Hatcheria macraei
Hatcheria macraei là một loài cá da trơn trong họ Trichomycteridae, and loài duy nhất trong chi Hatcheria. Con trưởng thành dài khoảng 20.8 centimetres (8.2 in) and có nguồn gốc từ cis-Andean rivers of Argentina, between 29º and 45º30'S.